# Willem Buys
Willem Buys (ur. 27 maja 1661 w Amsterdamie, zm. 18 lutego 1749) – holenderski polityk.
Od roku 1745 do 1746 wielki pensjonariusz Holandii – (niderl: Raadpensionaris van Holland). Pensjonariuszem miasta Amsterdam był już w latach 1693–1725. Był także sekretarzem na zebraniach Stanów Prowincjonalnych Holandii w latach 1726–1749).
Zasłużył się także jako dyplomata i negocjator. W latach 1705 i 1706 doprowadził do polepszenia holendersko-brytyjskich stosunków. Reprezentował Republikę Zjednoczonych Prowincji na spotkaniach pokojowych w Geertruidenbergu (1707) i Utrechcie (1713).
Był posłem nadzwyczajnym w Londynie w latach 1706-1711 i w Paryżu w latach 1714–1715, a w latach 1700-1726 dyrektorem kolonialnego towarzystwa Sociëteit van Suriname.